# Nin
 Ovo je glavno značenje pojma Nin. Za srednjovjekovnu starohrvatsku županiju pogledajte Nin (županija).
Nin je grad u Hrvatskoj, smješten na obali Jadranskog mora. Administrativno pripada Zadarskoj županiji. Prvi je hrvatski kraljevski grad.

## Gradska naselja
U sastav grada Nina ulazi 6 naselja (stanje 2008.), to su: Grbe, Nin, Ninski Stanovi, Poljica-Brig, Zaton i Žerava.

## Zemljopis
Nin je gradić smješten oko 15 km sjeverozapadno od Zadra. Centar drevnog grada je otočić, promjera 500 m, povezan s kopnom dvama mostovima, nastao na pješčanom sprudu nekadašnjeg ušća rječice Miljašić Jaruge u more. Sa sjeverne strane okružen je pješčanim sprudom i vikend naseljem Ždrijac, s istočne strane se nalazi solana a na južnoj i zapadnoj strani se nalazi noviji dio samog mjesta. Nin se prostire u nekoliko formiranih zona: povijesni otok, vikend naselje Ždrijac, novi dio Nina, Bilotinjak i Ninske Vodice.

## Stanovništvo
Prema popisu stanovništva iz 2011. na području Grada Nina živjelo je 2.744 stanovnika, a u samom Ninu 1.132 stanovnika.
Prema popisu stanovništva iz 2001. godine na području grada Nina živjelo je sveukupno 4603 stanovnika od toga 2286 muškaraca i 2317 žena. Sam gradić Nin imao je 1256 stanovnika. Prema zapisima, navodno je u Ninu za vrijeme Liburna živjelo 40 000 stanovnika, u Rimsko doba 20 000, a kralj Tomislav je u Ninu imao spremnu mornaricu koja se sastojala od 15 000 veslača na condurama i sagenama.[nedostaje izvor]
| broj stanovnika | 1605  | 1647  | 1928  | 1980  | 2223  | 2698  | 3800  | 3596  | 4874  | 5263  | 5321  | 5413  | 4425  | 6055  | 4603  | 2744  | 2705  |
|                 | 1857. | 1869. | 1880. | 1890. | 1900. | 1910. | 1921. | 1931. | 1948. | 1953. | 1961. | 1971. | 1981. | 1991. | 2001. | 2011. | 2021. |

| broj stanovnika | 598   | 850   | 527   | 474   | 540   | 646   | 1080  | 944   | 1173  | 1316  | 1346  | 1378  | 1169  | 1692  | 1256  | 1132  | 1101  |
|                 | 1857. | 1869. | 1880. | 1890. | 1900. | 1910. | 1921. | 1931. | 1948. | 1953. | 1961. | 1971. | 1981. | 1991. | 2001. | 2011. | 2021. |

## Uprava
Grad Nin administrativno se sastoji od 6 naselja: Nin, Ninski Stanovi, Grbe, Zaton, Žerava i Poljica Brig.
Gradonačelnik: Emil Ćurko

## Povijest
Prvo naselje u Ninu na području otočića razvilo je ilirsko pleme Liburni u 9. st. pr. Kr. nakon nemira izazvanih panonsko-balkanskim seobama. Vremenski je to kraj brončanog i početak željeznog doba. Još starije naselje pronađeno je oko 300 metara južnije na području današnje solane a datira se mlađe kameno doba. Nin se prvi put spominje u obliku Hemionoi u djelu Periplus grčkog pisca Pseudo Skilaka, a najvjerojatnije je iskrivljeni oblik imena Ainonoi. Kasnije grčki pisci ime Nina navode u obliku Ainona, a rimski u obliku Aenona.
Početkom 1. st. pr. Kr. gubi se Liburnski utjecaj a zamjenjuje ga rimski kada se pojavljuje i drugo ime za Nin – Enona. Za vrijeme utjecaja Rima Nin je imao svoju statutarnu autonomiju.

Doseljavanjem Slavena i Hrvata na ove prostore Krajem 6. st i početkom 7. st Nin postaje njihovo prvo političko, kulturno i vjersko središte. Za vrijeme hrvatskih narodnih vladara Nin je jedna od njihovih prijestolnica iz koje upravljaju državom, a isto tako i važna ratna i trgovačka luka. 7. lipnja 879. godine knez Branimir od pape Ivana VIII. prima pismo koje je u ono doba bilo priznanje države Hrvatske. 1069. godine Petar Krešimir IV. u Ninu prvi naziva Jadransko more našim morem u darovnici kojom zadarskom samostanu sv. Krševana daruje otok Maun. 1080. godine za vrijeme kralja Dmitra Zvonimira papinski legat održava crkveni sabor.

Gubitkom državne samostalnosti Nin kao i cijela Hrvatska pada pod mađarsku krunu. Za to vrijeme Nin je samostalna gradska komuna što mu potvrđuju Andrija II. 1205. godine i Bela IV. 1244. godine. Ludovik I. Anžuvinac 1371. godine održava sabor plemstva i građanstva hrvatske i Dalmacije i naziva Nin naš glavni i kraljevski grad dalmatinski.

Nin je pod hrvatsko ugarskim kraljem do 1409. godine kada ga sramotnom prodajom Ladislav Napuljski zajedno s Dalmacijom, Zadrom i ostalim autonomnim gradovima predao Mlečanima. Nin zadržava svoju autonomiju. U strahu od Turaka Mlečani 1537. godine napuštaju Nin, Turci ga ruše ali ga nisu zadržali. Stanovništo se vraća i obnavlja grad i zidine. Početkom Ciparskog rata 1570. godine Turci još jednom nakratko zauzimaju Nin, a Mlečani ga s brodova razaraju. Godine 1646. Mlečani ponovo napuštaju Nin, ali ovom prigodom su ga prvo zapalili te s dvije velike i četiri male galije bombardirali iz luke. Nakon ovog razaranja, iako je pokušana obnova grada, Nin više nikada vratio prijašnju važnost.

1828. godine konačno je ukinuta Ninska biskupija, a zbog malarije stanovništva je sve manje. Od 1903. do 1909. godine vrši se asanacija rječice Jaruge, kanalizira se njeno ušće i premješta istočnije od samog grada (otoka). Stanovništvo se vraća, a grad ekonomski jača jer je riješen najveći problem stanovanja u gradu.

Kraljevina Jugoslavija nije se puno brinula za sam grad tako da su ostali neiskorišteni njegovi potencijali.
 
Tek nakon II. svjetskog rata počelo se ulagati u Nin (izgrađena je ciglana, uređena solana).

Nakon osamostaljenja Hrvatske, odlukom Hrvatskog sabora Nin je 1997. godine dobio status grada.

## Gospodarstvo
- Solana Nin
- Cenmar

## Poznate osobe
- Biskup Grgur Ninski
- Knez Branimir
- Kralj Petar Krešimir IV.
- Biskup Teodozije
- Petar Zoranić, pjesnik
- Branimir Johnny Štulić, glazbenik
- Neven Ljubičić, liječnik, profesor, hrvatski političar, bivši ministar zdravstva i socijalne skrbi u Vladi Republike Hrvatske (2005. – 2008.)
- Ivan Kašić, ninski plemić i ljetopisac

## Spomenici i znamenitosti
- Višeslavova krstionica
- Crkva Sv. Križa
- Crkva sv. Anselma i Marcele
- Crkva sv. Nikole u Prahuljama
- Gospa od Zečeva
- Condura croatica
- Serilia liburnica

## Obrazovanje

### Osnovno školstvo
- Osnovna škola "Petar Zoranić"

## Kultura
- Muzeji
  - Muzej ninskih starina
  - Riznica župne crkve

- Galerije
  - Galerija Višeslav

- KUD Branimir Nin

- SV Zadar – osnovan je u siječnju 1996. godine i ima dvije sekcije: tamburaški orkestar i mažoretkinje.

## Šport
- MNK "Aenona", Nin
- boćarski klub "Grgur Ninski"
- Od 1983. trči se utrka Nin – Zadar.

## Gastronomija
- Šokol, najpoznatija ninska delicija

## Vanjske poveznice
- Turistička zajednica grada Nina
- Solana Nin

|  | Portal Hrvatske – Pristup člancima s tematikom o Hrvatskoj. |